# 風の軌跡
『風の軌跡』（かぜのきせき）は、シンガーソングライターさだまさしが2015年7月8日に発表した、ソロ39枚目、グレープ時代から通算すると43枚目のオリジナル・アルバムである。

## 概要
前作『第二楽章』から1年振りのオリジナル・アルバム。
さだは本作の制作背景について、「このところ、1年間に4、5曲ほどのタイアップ楽曲の依頼を受けるほど多忙であり、コンセプトに沿った曲をじっくり作る余裕がないため、タイアップ予定のものも含めた未発表曲の中から取捨選択して、そこに新しいものを付け加えていった」とオリコンとのインタビューの中で述べている。

## 収録曲
1. ふるさとの風
2013年の秋に『第66回岩手芸術祭』の開幕に合わせ、オリジナル曲として作成され、たくさんの応募作品の中から岩手県出身の当時大学一年生だった工藤玲音の詞にさだが補作詞をし、メロディを付けたもの。
元の楽曲は14分だったが、本作に向けて6分44秒に短縮したところ、1曲目にうまく収まったため、入れどころに悩まされると思われていた「梁山泊」や「問題作」もうまく収まったとさだはオリコンとのインタビューの中で述べている[1]。
2. みらいへ
ジャパネットたかた CMソング。さだは2014年にジャパネット主催の「みらいに残すフォト＆メッセージコンテスト」の審査員に抜擢されている。
3. ラストレター
さだは2013年秋から2014年春まで、「週刊朝日」で同名の小説の連載を行い、同年の秋に書籍化されている。
4. 青空背負って
映画『案山子とラケット ～亜季と珠子の夏休み～』主題歌。日本ソフトテニス連盟公式応援ソング。
5. 梁山泊
元々この曲はさだが高校2年生の時、ヤマハ音楽振興会主催による音楽コンテスト「ヤマハ・ライト・ミュージック・コンテスト」に参加した際に2曲歌ったオリジナル曲のうちの一つ。
自伝『ちゃんぽん食べたかっ!』のテレビドラマ化にあたりNHKからの要望で曲を提供した際に、さだは本楽曲も紛れ込ませる形でNHKに提出した[1]。結局ドラマには採用されなかったものの、ドラマの主役を務めていた菅田将暉から気に入られ、レコーディングする形となった[1]。
『梁山泊』は中国四代奇書のひとつ『水滸伝』に出てくる「義によって立つ反政府勢力」の本拠地の呼び名であり、さだは「70年代の安保闘争時代の若者が、自分たちの正義で世の中を変えられると思いつつも、自分たちが正義かどうか自信がないことをうたい上げた内容である」とインタビューの中で述べている[1]。
6. 問題作～意見には個人差があります～
2015年6月から「今夜も生でさだまさし」（NHK総合）のテーマソングになった。「意見には個人差があります」というフレーズは元々は同番組でさだが個人的な意見を発言した後にアシスタントから出されるフリップに由来する[1]。
初期バージョンの歌詞の内容は柔らかい表現が使われていたが、編曲家である渡辺俊幸からラップ調の歌詞してほしいという要望を受け、現在の形になった[1]。
7. 逍遙歌 ～そぞろ歩けば～
作曲は弾厚作（加山雄三）で、もともとは加山の歌唱で「若大将のゆうゆう散歩」（テレビ朝日）のテーマソングとして使用された楽曲であり、このアルバムに収録するにあたり、加山の承諾を得ている。
8. 風の宮
伊勢神宮の式年遷宮をイメージして制作された[1]。
西行の詩を歌詞に引用しており、日本音楽著作権協会の要望で下記のクレジットとなっている。
9. 夢見る人
TBS系日曜劇場「天皇の料理番」主題歌。
10. 風に立つライオン（シネマ・ヴァージョン）
映画「風に立つライオン」主題歌。もともとは映画用に短くする予定だったが、レコーディングの際に渡辺俊幸がゆっくりと指揮棒を振ってしまい、原曲より一分長い曲になった。

## 作詞・作曲・編曲
- 作詞・作曲
  - 「ふるさとの風」「風の宮」を除くすべての作詞：さだまさし
  - 「逍遙歌 ～そぞろ歩けば～」を除くすべての作曲：さだまさし
  - 「ふるさとの風」作詞：工藤玲音　補作詞・作曲：さだまさし
  - 「逍遙歌 ～そぞろ歩けば～」作詞：さだまさし　作曲：弾厚作
  - 「風の宮」作詞：西行　補作詞・作曲：さだまさし
- 編曲
  - 「梁山泊」「逍遙歌 ～そぞろ歩けば～」を除くすべての編曲：渡辺俊幸
  - 「梁山泊」「逍遙歌 ～そぞろ歩けば～」：倉田信雄

## 参考資料
- 『風の軌跡』 ブックレット